# Diego Hidalgo Barquero
Diego Hidalgo Barquero de Godoy (Quintana de la Serena, 6 de agosto de 1778 - Sevilla, 16 de octubre de 1852) fue un sacerdote pacense que ostentó el cargo de canónigo de la catedral de Sevilla y fue caballero de la orden de Santiago.
Hidalgo Barquero estuvo también relacionado con el mundo de la tauromaquia, dedicándose a la cría de toros bravos y siendo el creador de un encaste propio que lleva su nombre.

## Biografía
Diego Hidalgo Barquero nació en el municipio pacense de Quintana de la Serena dentro de una familia influyente de la provincia de Badajoz en el siglo XVIII. La familia paterna había estado vinculada desde su bisabuelo, Diego Hidalgo Barquero Gómez, con la Inquisición, ocupando distintos cargos de responsabilidad dentro de la misma; ejerciendo algunos de ellos como consultores, familiares y regidores.
Su padre, Diego Hidalgo, además de miembro del Santo Oficio, desempeñó cargos de responsabilidad política bajo el cargo de alguacil mayor, abogado de los Reales Consejos y alcalde por el Estado Noble en su ciudad natal. Sus hermanos, igualmente, mantuvieron el estatus familiar dedicándose a la carrera militar y ejerciendo como terratenientes. Así, su hermano, Joaquín Hidalgo Barquero de Godoy llegó a ejercer como teniente dentro del Real Cuerpo de Artillería y ostentó, desde octubre de 1798, la dignidad de caballero de la Orden de Alcántara. Su otro hermano, Francisco Hidalgo Barquero, consiguió acceder como caballero dentro de la Real Maestranza de Caballería de Sevilla.

### Carrera eclesiástica
Como hijo menor de la familia, Diego Hidalgo Barquero estuvo consagró vida a la carrera eclesiástica llegando a alcanzar el cargo de canónigo de la Catedral de Sevilla en 1802, lugar donde ocuparía también otras dignidades como  la maestría de escuela. Por su parte, en el seno del Arzobispado de Sevilla obtuvo distintos cargos de responsabilidad formando parte del tribunal eclesiástico de apelaciones.

### Ganadero de toros bravos
Hidalgo Barquero se inició el mundo de la tauromaquia como ganadero de toros bravos, adquiriendo en 1832 parte de la desaparecida ganadería de Vicente José Vázquez. Las reses se pusieron a pastar en las fincas que el canónigo sevillano tenía en Dos Hermanas y en Coria del Río, con una superficie total de 1200 hectáreas, y que habían pertenecido a Joaquín Giráldez, colono y tratante de ganado sevillano que controlaba parte del campo bravo de estas localidades.
Mezclando los componentes genéticos de los toros de origen Vistahermosa y los toros vazqueños, Hidalgo Barquero consiguió crear un tipo de toro bravo específico y distinto de los demás, lo que le permitió ser reconocido como fundador de un encaste propio y que sobrevive hasta la actualidad. Su éxito como ganadero de bravo, le permitió lidiar en las principales plazas españolas consiguiendo anunciar su ganadería por primera vez en la Plaza de toros de Madrid el 29 de junio de 1843. En esta ocasión se lidiaron "dos toros del Presbítero D. Diego Barquero, nuevos en esta plaza" y que lidiaron Juan Pastor, Manuel Díaz Labi e Isidro Santiago Barragán.
A la muerte de Hidalgo Barquero en 1852, la ganadería pasó a manos de su sobrino Diego Hidalgo quien terminará por vendérsela a Ramón Moreno Balmaseda, que ya disponía toros del hierro de Juan Miura Rodríguez, adquiridos por medio de Jerónima Núñez de Prado. No cuajó el proyecto ganadero ya que. en 1862, la ganadería fue revendida nuevamente, esta vez a Rafael Laffite y años más tarde a José María de la Cámara, quien se haría con ella en 1885; para, finalmente, vendérsela a Fernando de Arteaga y Silva, marqués de Guadalest.